# Красный Пахарь (Подгоренский район)
Кра́сный Па́харь — хутор в Подгоренском районе Воронежской области. Входит в состав Семейского сельского поселения.

## География
Хутор находится на расстоянии 19 км к юго-востоку от посёлка городского типа Подгоренский, административного центра района.

## Население
| 2010 |
| ---- |
| 8    |

## Улицы
На хуторе имеется одна улица — Садовая.